# بنجامين س. إس. بويل
بنجامين س. إس. بويل (بالإنجليزية: Benjamin C. S. Boyle)‏ هو عازف بيانو وملحن أمريكي، ولد في 1 سبتمبر 1979.

## وصلات خارجية
- بنجامين س. إس. بويل على موقع ميوزك برينز (الإنجليزية)